# Lys-lez-Lannoy
Lys-lez-Lannoy is een gemeente in het Franse Noorderdepartement (Frans: département du Nord) in de regio Hauts-de-France. De gemeente maakt deel uit van het arrondissement Rijsel. De plaats is vergroeid met de stad Lannoy. Lys-lez-Lannoy telde op 1 januari 2022 13.987 inwoners.

## Geografie
De oppervlakte van Lys-lez-Lannoy bedroeg op 1 januari 2022 3,26 vierkante kilometer; de bevolkingsdichtheid was toen 4.290,5 inwoners per km².

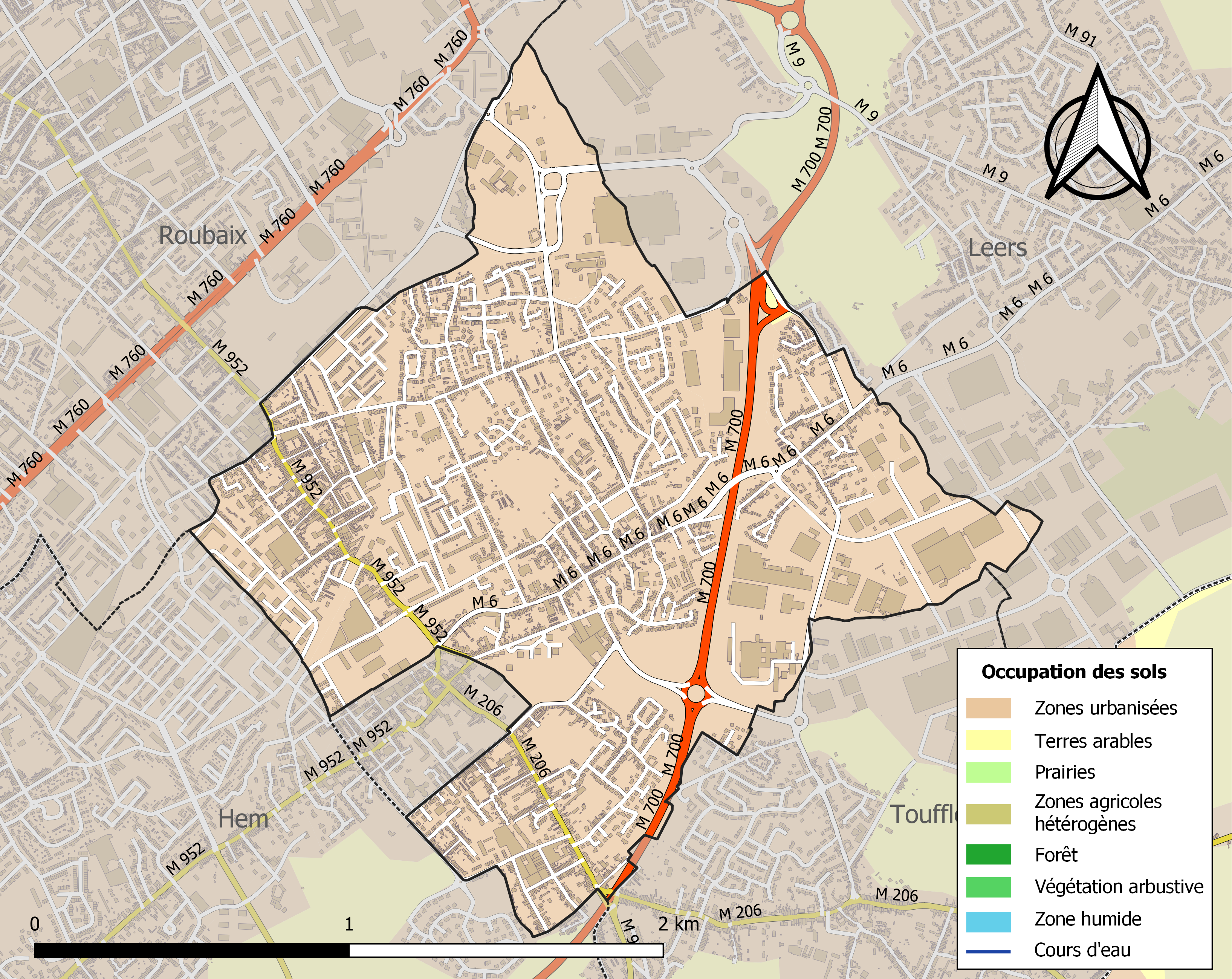
Kaart van de gemeente met belangrijkste infrastructuur, bodemgebruik en omliggende gemeenten

## Bezienswaardigheden
- De Église Saint-Luc

## Natuur en landschap
Lys-lez-Lannoy ligt in een sterk verstedelijkt gebied aan de rand van de agglomeratie van Roubaix. Naar het oosten toe vindt men uitgestrekte bedrijventerreinen tot aan de Belgisch-Franse grens. De hoogte van de plaats bedraagt ongeveer 31 meter.

## Demografie
Onderstaande figuur toont het verloop van het inwonertal (bron: INSEE-tellingen).

## Nabijgelegen kernen
Leers, Lannoy, Toufflers